# Dipodomys heermanni
Dipodomys heermanni es una especie de roedor de la familia Heteromyidae.

## Distribución geográfica
Es  endémica de California en los Estados Unidos.